# Pommiers-Moulons
Pommiers-Moulons is een gemeente in het Franse departement Charente-Maritime (regio Nouvelle-Aquitaine) en telt 174 inwoners (1999). De plaats maakt deel uit van het arrondissement Jonzac.

## Geografie
De oppervlakte van Pommiers-Moulons bedraagt 9,6 km², de bevolkingsdichtheid is 18,1 inwoners per km².
De onderstaande kaart toont de ligging van Pommiers-Moulons met de belangrijkste infrastructuur en aangrenzende gemeenten.

## Demografie
Onderstaande figuur toont het verloop van het inwonertal (bron: INSEE-tellingen).

1. ↑  Populations de référence 2022.